# 히타치 제작소

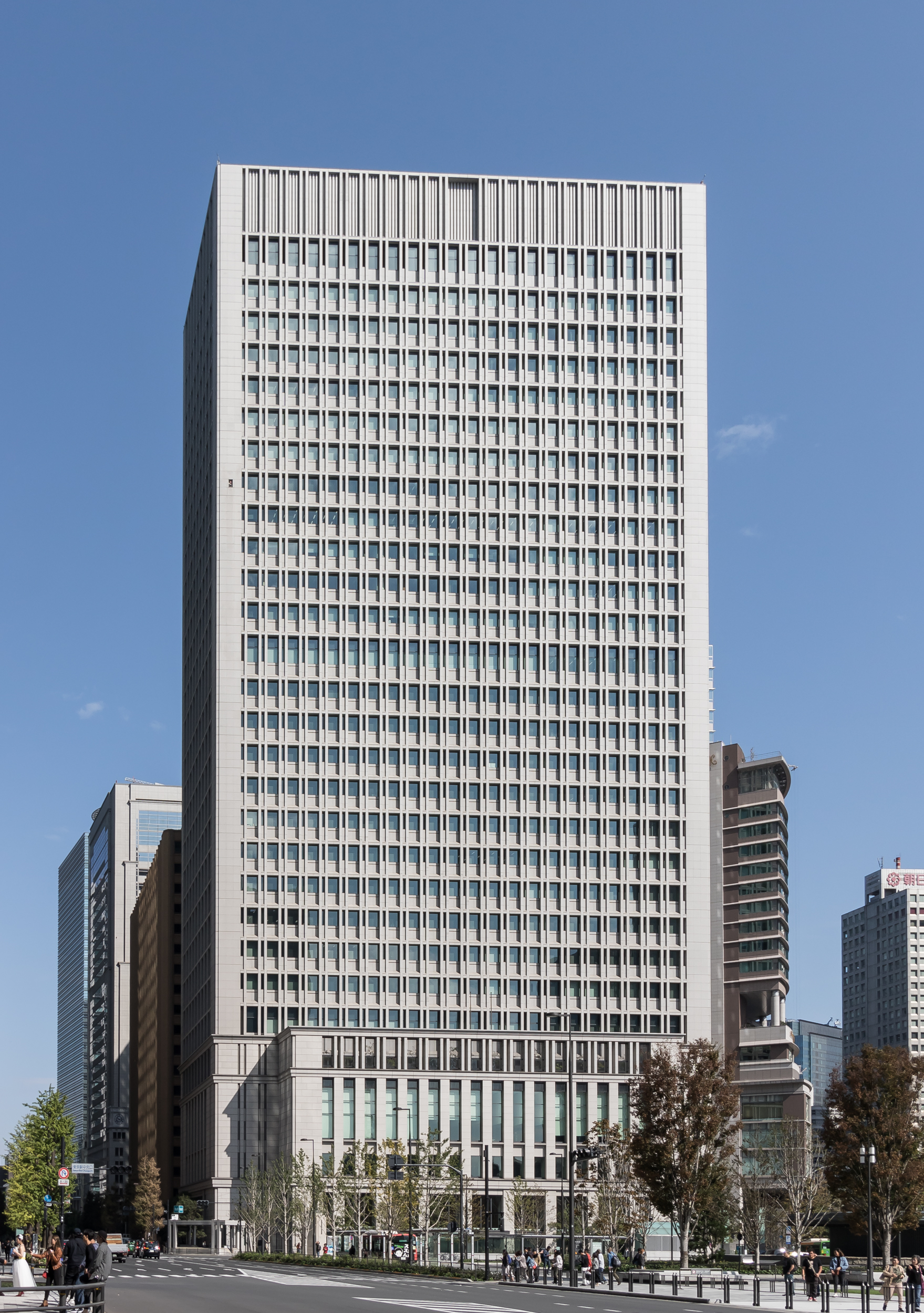
마루노우치 히타치 본사

주식회사 히타치 제작소(일본어: 株式会社日立製作所, Hitachi, Ltd.)는 일본의 주요 대기업으로 기업 슬로건은「Inspire the Next」이다. 후요 그룹과 산와 그룹에 속한다.
히타치 제작소는 가정용 전자제품, 반도체, 컴퓨터, 디스플레이장치, 통신기기, 하드 디스크 드라이브, 자동차용 전기기기, 반도체 제조기기, 중전기기, 조선, 철도 차량, 발전장치, 의료기기, 금속 및 화학 제품, 금융 서비스 등 광대한 제품군을 자랑하였으며 한때 자회사의 숫자만 400여 개에 이르렀다. 따라서 미국잡지 포브스가 매년 발표한 세계의 기업 베스트 2000에 일본의 기업으론 유일무이하게 복합기업(conglomerate)으로 분류되었다.
LG전자와 합작한 외국계 법인인 HLDS(히타치-LG 데이터 스토리지)를 통해 컴퓨터용 광매체 드라이브(CD, DVD, 블루레이)를 공급하기도 하며 LG전자의 전신인 금성사 시절인 1960년대 말부터 이 회사와 제휴했다.
히타치 제작소는 2008년도 결산에서 일본 제조업 사상 최대인 7,880억 엔의 적자를 기록한 뒤, 사업 분야를 제조업 중심으로부터 IT 중심으로 대대적인 사업 개편에 돌입하였다. 그 결과 2011년 이후 다시 매년 9조 엔 이상의 매출을 내게 되었다. 시가총액은 일본 내 20위 전후이며 대한민국의 SK하이닉스 보다 약간 높은 정도다.

## 품질 논란
2000년대에 들어 히타치 그룹에 전방위적인 품질 관련 논란이 발생하였는데, 대표적으로 히타치 화성(化成)의 산업용 전지 및 화학 제품 검사 데이터 날조, 히타치 금속의 특수강 및 자성재료 검사 데이터 부정 등이 발각되었다. 이 두 기업은 일본 제조업의 상징인 히타치 그룹의 중추로 여겨져 왔기에, 일본 제조업계 전체적으로 품질 문제가 잇따르는 가운데서도 특히 큰 충격을 불러일으켰다.
2021년은 히타치 제작소가 수주를 받아 납품한 영국 북동부 고속철도 차량 수백여 대에 균열이 일어난 사실이 영국 당국의 조사를 통해 확인되어 운휴와 전수조사가 잇따른 등 대혼란이 발생하였다.
이런 가운데 히타치는 대부분의 제조업에서 철수하겠다는 방침을 밝혔다. 검사 데이터 부정이 발각된 화성과 금속을 모두 매각하였으며 그 수익으로 96억 달러가 넘는 금액을 투입하여 미국의 한 소프트웨어 회사를 매수하였다.

## 사업 내용
- 정보 기술 부문
  - 디스크 어레이장치
  - 클라우드 스토리지
  - 소프트웨어 (2021년 미국 소프트웨어 관련 기업 '글로벌 로직' 인수 합의)[7]

- 전자 산업 부문
  - 계측 분석 장치
  - 세탁기 등 백색 가전제품

- 전력 및 산업 부문
  - 변압기
  - 원자력 (히타치GE 뉴클리어 에너지)
  - 전력 설비 (2020년 7월부터 스웨덴 ABB 매니지먼트 홀딩스 지분 80% 이상 보유)[8]
  - 엘리베이터/에스컬레이터
  - 건설기계 (히타치 건기)
- 철도 산업 부문
  - JR 계열사를 비롯한 민영 철도의 철도 차량을 생산을 하고 있으며, 전 세계 각 국의 수출 사업도 함께 병행하고 있다. 대구교통공사 3000호대 전동차의의 제작사이기도 하며, 히타치에서 직접 제작한 301편성을 납품한 후 나머지 편성들을 대한민국의 우진산전과 협업하여, 라이선스 생산하였다. 다만, ITX-마음 등급으로 운행하는 한국철도공사 220000호대 간선 전기 동차를 비롯한 한국철도공사 391000호대 전동차(서해선 광역전철용), 노후 차량 교체용으로 도입된 서울교통공사 4000호대 VVVF 전동차(직교류겸용) 4차분과 인천교통공사 7000호대 전동차(771~772편성)의 경우, 다원시스와 라이센스 독점 계약을 체결하여 VVVF 인버터를 국산화한 바 있다.
- 물류 및 서비스외
  - 히타치 물류

## 같이 보기
- 미쓰비시 중공업
- 다원시스